# Saint-Laurent-du-Pont
Saint-Laurent-du-Pont és un municipi francès situat al departament de la Isèra i a la regió d'Alvèrnia-Roine-Alps. L'any 2007 tenia 4.519 habitants.

## Demografia

### Població
El 2007 la població de fet de Saint-Laurent-du-Pont era de 4.519 persones. Hi havia 1.691 famílies de les quals 530 eren unipersonals (217 homes vivint sols i 313 dones vivint soles), 444 parelles sense fills, 591 parelles amb fills i 126 famílies monoparentals amb fills.
La població ha evolucionat segons el següent gràfic:
Habitants censats

### Habitatges
El 2007 hi havia 1.896 habitatges, 1.730 eren l'habitatge principal de la família, 76 eren segones residències i 91 estaven desocupats. 1.270 eren cases i 623 eren apartaments. Dels 1.730 habitatges principals, 1.095 estaven ocupats pels seus propietaris, 575 estaven llogats i ocupats pels llogaters i 60 estaven cedits a títol gratuït; 23 tenien una cambra, 156 en tenien dues, 324 en tenien tres, 516 en tenien quatre i 711 en tenien cinc o més. 1.237 habitatges disposaven pel capbaix d'una plaça de pàrquing. A 825 habitatges hi havia un automòbil i a 648 n'hi havia dos o més.

### Piràmide de població
La piràmide de població per edats i sexe el 2009 era:
| Homes | Edats   | Dones |
| ----- | ------- | ----- |
| 8     | 95 o +  | 16    |
| 4     | 90 a 94 | 40    |
| 28    | 85 a 89 | 64    |
| 44    | 80 a 84 | 32    |
| 108   | 75 a 79 | 88    |
| 120   | 70 a 74 | 124   |
| 96    | 65 a 69 | 116   |
| 80    | 60 a 64 | 96    |
| 80    | 55 a 59 | 96    |
| 152   | 50 a 54 | 192   |
| 152   | 45 a 49 | 164   |
| 168   | 40 a 44 | 168   |
| 148   | 35 a 39 | 116   |
| 128   | 30 a 34 | 112   |
| 172   | 25 a 29 | 152   |
| 100   | 20 a 24 | 104   |
| 136   | 15 a 19 | 120   |
| 132   | 10 a 14 | 104   |
| 136   | 5 a 9   | 104   |
| 120   | 0 a 4   | 104   |

## Economia
El 2007 la població en edat de treballar era de 2.795 persones, 2.002 eren actives i 793 eren inactives. De les 2.002 persones actives 1.864 estaven ocupades (991 homes i 873 dones) i 138 estaven aturades (61 homes i 77 dones). De les 793 persones inactives 220 estaven jubilades, 195 estaven estudiant i 378 estaven classificades com a «altres inactius».

### Ingressos
El 2009 a Saint-Laurent-du-Pont hi havia 1.770 unitats fiscals que integraven 4.281,5 persones, la mediana anual d'ingressos fiscals per persona era de 18.252 €.

### Activitats econòmiques
Dels 229 establiments que hi havia el 2007, 5 eren d'empreses extractives, 4 d'empreses alimentàries, 1 d'una empresa de fabricació de material elèctric, 13 d'empreses de fabricació d'altres productes industrials, 30 d'empreses de construcció, 48 d'empreses de comerç i reparació d'automòbils, 5 d'empreses de transport, 17 d'empreses d'hostatgeria i restauració, 2 d'empreses d'informació i comunicació, 13 d'empreses financeres, 18 d'empreses immobiliàries, 22 d'empreses de serveis, 33 d'entitats de l'administració pública i 18 d'empreses classificades com a «altres activitats de serveis».
Dels 69 establiments de servei als particulars que hi havia el 2009, 1 era una oficina d'administració d'Hisenda pública, 1 gendarmeria, 1 oficina de correu, 5 oficines bancàries, 4 funeràries, 7 tallers de reparació d'automòbils i de material agrícola, 1 autoescola, 6 paletes, 2 guixaires pintors, 4 fusteries, 7 lampisteries, 2 electricistes, 1 empresa de construcció, 5 perruqueries, 1 veterinari, 13 restaurants, 5 agències immobiliàries, 1 tintoreria i 2 salons de bellesa.
Dels 21 establiments comercials que hi havia el 2009, 1 era un supermercat, 2 grans superfícies de material de bricolatge, 2 botiges de menys de 120 m², 4 fleques, 2 carnisseries, 1 una llibreria, 2 botigues de roba, 1 una botiga d'equipament de la llar, 1 una botiga d'electrodomèstics, 2 botigues de material esportiu, 2 drogueries i 1 una joieria.
L'any 2000 a Saint-Laurent-du-Pont hi havia 23 explotacions agrícoles que ocupaven un total de 427 hectàrees.

## Equipaments sanitaris i escolars
El 2009 hi havia 1 hospital de tractaments de curta durada, 1 hospital de tractaments de mitja durada (seguiment i rehabilitació), 1 un hospital de tractaments de llarga durada, 2 psiquiàtrics, 2 farmàcies i 1 ambulància.
El 2009 hi havia 2 escoles maternals i 4 escoles elementals. Saint-Laurent-du-Pont disposava d'un col·legi d'educació secundària amb 352 alumnes.

## Poblacions més properes
El següent diagrama mostra les poblacions més properes.